# 光円錐座標系
光円錐座標系（こうえんすいざひょうけい、英語: light-cone coordinate system）とは、ミンコフスキー空間における座標系で、2つの光的（ヌル）な座標成分をもつ座標系である。
(d,1) 型のミンコフスキー空間における標準的な座標系を (x1,x2,...,xd−1,xd,xd+1) とし、計量を
{\displaystyle dx^{2}=\eta _{\mu \nu }\,dx^{\mu }dx^{\nu }=(dx^{1})^{2}+(dx^{2})^{2}+\cdots +(dx^{d-1})^{2}+(dx^{d})^{2}-(dx^{d+1})^{2}}
とする。つまり xd+1 が時間的な成分である。
光円錐座標系とは
{\displaystyle {\begin{cases}x^{+}=(x^{d+1}+x^{d})/{\sqrt {2}}\\x^{-}=(x^{d+1}-x^{d})/{\sqrt {2}}\\\end{cases}}}
により定義される二つの光円錐座標を用いて表される、座標系 (x1,x2,...,xd-1,x+,x−) である。光円錐座標系において計量は
{\displaystyle dx^{2}=\eta _{\mu \nu }\,dx^{\mu }dx^{\nu }=(dx^{1})^{2}+(dx^{2})^{2}+\cdots +(dx^{d-1})^{2}-2dx^{+}dx^{-}}
となる。計量テンソル η を行列で表示すれば
{\displaystyle \eta ={\begin{pmatrix}1&0&\cdots &0&0&0\\0&1&&0&0&0\\\vdots &&\ddots &&\vdots &\vdots \\0&0&&1&0&0\\0&0&\cdots &0&0&-1\\0&0&\cdots &0&-1&0\\\end{pmatrix}}}
である。
対角成分の η++ や η−− がゼロであるため x+ と x− は光的（ヌル）な成分である。
また、計量テンソル η で添字を下げれば
{\displaystyle x_{+}=-x^{-},~x_{-}=-x^{+}}
となる。

## ローレンツ変換
パラメータ β での xd 方向へのブーストを考えると、ローレンツ変換により
{\displaystyle {\begin{cases}x'^{d}=x^{d}\cosh \beta -x^{d+1}\sinh \beta \\x'^{d+1}=x^{d+1}\cosh \beta -x^{d}\sinh \beta \\\end{cases}}}
となる。これを光円錐座標で表せば
{\displaystyle {\begin{cases}x'^{+}=\mathrm {e} ^{-\beta }x^{+}\\x'^{-}=\mathrm {e} ^{+\beta }x^{-}\\\end{cases}}}
となる。従って、光円錐座標を用いればローレンツ変換で成分は混ざらない。

## 粒子の運動
粒子の位置が xμ で表されているとする。この粒子の運動を記述するために、光円錐座標系における時間に相当するパラメータを考える。
光円錐座標系における座標成分は、空間的な成分と光的な成分だけであり、時間的な成分を持たない。
しかし、光的な成分 x+ と x− は、粒子が質量を持つ場合には、時間の経過（xd+1 の増加）に対して単調に増加するので、どちらも時間に相当する座標として用いることができる。そこで x+ を光円錐座標系における時間に相当する成分に選び、光速度 c を用いて
{\displaystyle t_{\text{lc}}={\frac {1}{c}}x^{+}}
によって光円錐時間を定義する。
粒子の位置の光円錐時間 tlc による微分
{\displaystyle V^{\mu }={\frac {dx^{\mu }}{dt_{\text{lc}}}}}
によって光円錐速度が定義される。V+ を具体的に計算することで
{\displaystyle V^{+}=c}
であることが分かる。
相対論的な粒子の運動を表す作用は粒子の運動の経路の長さに比例し
{\displaystyle S[x]=-mc\int ds=-mc\int {\sqrt {-\eta _{\mu \nu }V^{\mu }V^{\nu }}}\,dt_{\text{lc}}}
で与えられる。座標に共役な運動量は
{\displaystyle p_{\mu }={\frac {\partial L}{\partial V^{\mu }}}={\frac {mcV_{\mu }}{\sqrt {-V^{2}}}}}
である。光円錐時間と共役な p+ が光円錐座標系におけるエネルギーに相当する。
ハミルトン関数を考えれば
{\displaystyle H=p_{-}V^{-}+\sum _{i=1}^{d-1}p_{i}V^{i}-L=-V^{+}p_{+}=cp^{-}}
であり、光円錐座標系におけるエネルギーは
{\displaystyle E_{\text{lc}}=cp^{-}}
で定義される。
質量殻条件
{\displaystyle -m^{2}c^{2}=p^{2}=\sum _{i=1}^{d-1}(p^{i})^{2}-2p^{+}p^{-}}
を用いれば
{\displaystyle E_{\text{lc}}={\frac {c}{2p^{+}}}\left(m^{2}c^{2}+\sum _{i=1}^{d-1}(p^{i})^{2}\right)}
となる。光円錐座標系で表す場合には、粒子のエネルギーに平方根が現れない。